# Saint-Maurice-aux-Riches-Hommes
Saint-Maurice-aux-Riches-Hommes és un municipi francès, situat al departament del Yonne i a la regió de Borgonya - Franc Comtat. L'any 2007 tenia 445 habitants.

## Demografia

### Població
El 2007 la població de fet de Saint-Maurice-aux-Riches-Hommes era de 445 persones. Hi havia 154 famílies, de les quals 44 eren unipersonals (24 homes vivint sols i 20 dones vivint soles), 51 parelles sense fills, 43 parelles amb fills i 16 famílies monoparentals amb fills.
La població ha evolucionat segons el següent gràfic:
Habitants censats

### Habitatges
El 2007 hi havia 267 habitatges, 163 eren l'habitatge principal de la família, 91 eren segones residències i 12 estaven desocupats. 264 eren cases i 1 era un apartament. Dels 163 habitatges principals, 150 estaven ocupats pels seus propietaris, 11 estaven llogats i ocupats pels llogaters i 2 estaven cedits a títol gratuït; 1 tenia una cambra, 9 en tenien dues, 33 en tenien tres, 44 en tenien quatre i 76 en tenien cinc o més. 121 habitatges disposaven pel capbaix d'una plaça de pàrquing. A 88 habitatges hi havia un automòbil i a 67 n'hi havia dos o més.

### Piràmide de població
La piràmide de població per edats i sexe el 2009 era:
| Homes | Edats   | Dones |
| ----- | ------- | ----- |
| 0     | 95 o +  | 4     |
| 4     | 90 a 94 | 12    |
| 0     | 85 a 89 | 12    |
| 8     | 80 a 84 | 12    |
| 0     | 75 a 79 | 20    |
| 8     | 70 a 74 | 20    |
| 20    | 65 a 69 | 16    |
| 16    | 60 a 64 | 16    |
| 16    | 55 a 59 | 4     |
| 8     | 50 a 54 | 8     |
| 4     | 45 a 49 | 4     |
| 12    | 40 a 44 | 12    |
| 4     | 35 a 39 | 16    |
| 16    | 30 a 34 | 8     |
| 4     | 25 a 29 | 8     |
| 8     | 20 a 24 | 4     |
| 4     | 15 a 19 | 12    |
| 8     | 10 a 14 | 8     |
| 12    | 5 a 9   | 4     |
| 4     | 0 a 4   | 4     |

## Economia
El 2007 la població en edat de treballar era de 231 persones, 157 eren actives i 74 eren inactives. De les 157 persones actives 144 estaven ocupades (88 homes i 56 dones) i 13 estaven aturades (5 homes i 8 dones). De les 74 persones inactives 32 estaven jubilades, 10 estaven estudiant i 32 estaven classificades com a «altres inactius».

### Ingressos
El 2009 a Saint-Maurice-aux-Riches-Hommes hi havia 177 unitats fiscals que integraven 399 persones, la mediana anual d'ingressos fiscals per persona era de 17.731 €.

### Activitats econòmiques
Dels 12 establiments que hi havia el 2007, 2 eren d'empreses alimentàries, 1 d'una empresa de fabricació d'altres productes industrials, 3 d'empreses de construcció, 3 d'empreses de comerç i reparació d'automòbils, 2 d'empreses d'hostatgeria i restauració i 1 d'una empresa de serveis.
Dels 4 establiments de servei als particulars que hi havia el 2009, 1 era una lampisteria, 1 empresa de construcció i 2 restaurants.
L'únic establiment comercial que hi havia el 2009 era una fleca.
L'any 2000 a Saint-Maurice-aux-Riches-Hommes hi havia 16 explotacions agrícoles que ocupaven un total de 1.450 hectàrees.

## Equipaments sanitaris i escolars
El 2009 hi havia 1 escola maternal integrada dins d'un grup escolar amb les comunes properes formant una escola dispersa i 1 escola elemental integrada dins d'un grup escolar amb les comunes properes formant una escola dispersa.

## Poblacions més properes
El següent diagrama mostra les poblacions més properes.